# Proville British Cemetery
Proville British Cemetery is een Britse militaire begraafplaats met gesneuvelden uit de Eerste Wereldoorlog en gelegen in de Franse gemeente Proville (Noorderdepartement). De begraafplaats werd ontworpen door Wilfred Von Berg en ligt achter de bebouwing van de Rue Gabriel Péri op ruim 300 m ten zuiden van het gemeentehuis. Een graspad van 24 m leidt vanaf de straat naar de begraafplaats. Ze heeft een nagenoeg rechthoekig grondplan met een oppervlakte van ongeveer 536 m² (zonder het toegangspad) en wordt gedeeltelijk omgeven door een natuurstenen muur en een haag. De graven liggen in drie evenwijdige rijen en het Cross of Sacrifice staat centraal tegen de noordwestelijke muur waartegen ook een drietal graven liggen.
Er liggen 149 Britten begraven waaronder 27 niet geïdentificeerde.
De begraafplaats wordt onderhouden door de Commonwealth War Graves Commission.

## Geschiedenis
Eind augustus 1914 werd de gemeente door Duitse troepen bezet. Op 21 november 1917, de eerste dag van de Slag bij Cambrai, werd het dorp door de Britse 51st Division met ondersteuning van tanks veroverd, maar een paar dagen later verlaten. Op 8-9 oktober 1918 werd de gemeente tijdens het geallieerde eindoffensief door Britse eenheden heroverd. De begraafplaats werd in dezelfde maand door de 61st Division en de 8th North Staffords aangelegd. Na de wapenstilstand werden nog 21 graven bijgezet die afkomstig waren van de slagvelden ten westen van Cambrai. Alle slachtoffers vielen tussen 20 september en 19 oktober 1918.  

## Onderscheiden militairen
- F.G. Green, onderluitenant bij het The Loyal North Lancashire Regiment werd onderscheiden met het Military Cross (MC).
- T. Baldwin, sergeant bij het Machine Gun Corps (Infantry) werd onderscheiden met de Distinguished Conduct Medal (DCM).
- onderluitenant T. Caldwell; de korporaals J. Mather en Jack Hargreaves en de soldaten G.B. Jones, R. McAulay en F. Ridings werden onderscheiden met de Military Medal (MM).